# 霍恩图恩
霍恩图恩是奥地利克恩顿州菲拉赫兰县的一个市镇。总面积27.23平方公里，总人口816人，人口密度30.0人/平方公里（2011年）。